# Amphisbaena cerradensis
Espèce
Synonymes
- Leposternon cerradensis 
Ribeiro, Vaz-Silva & Santos, 2008

Amphisbaena cerradensis est une espèce d'amphisbènes de la famille des Amphisbaenidae.

## Répartition
Cette espèce est endémique du Goiás en Brésil. Elle a été découverte à Aporé dans le Cerrado.

## Publication originale
- Ribeiro, Vaz-Silva & Santos, 2008 : New pored Leposternon (Squamata, Amphisbaenia) from Brazilian Cerrado. Zootaxa, n. 1930, p. 18–38.